# 赤坎区
赤坎区是中国广东省湛江市下辖的一个市辖区。是湛江市中心城区，也是中共湛江市委、湛江市人民政府机关所在地。區政府駐椹川大道北101號。
赤坎區，因區內土壤屬磚紅壤，土色紅赤，地處丘坎，故名“赤坎”。是湛江市首個省級全域旅遊示範區。

## 历史
南宋年间，赤坎已成圩集，属遂溪县管辖。当时这一带尚未有确切地名总称，人们根据西南多是坎头岗峦，加之泥土呈赤色特点，起名赤坎。清朝康熙年间解除海禁后，由于赤坎离外海较远，方便船只避风停泊，海运商贸迅速恢复和发展。素有海外谋生习惯的闽浙、潮广商人，纷纷载货到赤坎贸易，并不断招引同乡前来经商。久而久之，引聚集居，自成群体，形成今天的潮州街、福建街、福建村。
广州湾称为法国租借地后，赤坎划入租界范围，1911年设赤坎市，成为粤西商业重镇。中华人民共和国成立后，1950年11月成立赤坎区政府，1953年9月，改为赤坎中心街道办事处，1958年改为湛江市人民委员会赤坎办事处。1980年，成立赤坎区人民政府，隶属湛江市管辖。1984年6月，定为新建制的湛江市辖正县级行政区。
在1983年9月湛江地市合并前，湛江地区、湛江专区等省辖地厅级党政军领导机关均驻赤坎，为粤西地区的政治中心。1983年9月后，中共湛江市委、湛江市政府迁至原湛江地区行政公署机关大院内。

## 行政区划
赤坎区下辖8个街道办事处：
中华街道、寸金街道、民主街道、中山街道、沙湾街道、调顺街道、南桥街道和北桥街道。

## 人口
根據第七次全国人口普查數據，截至2020年11月1日零時，赤坎區常住人口390300人。

## 交通

### 公路
- 228国道